# Washington Blade
«Washington Blade» (в переводе с англ. — «вашингтонское лезвие») — еженедельная американская газета-таблоид для ЛГБТ-аудитории, выходящая с 1969 года. Издавалась в столице США.
Была основана в 1969 году и являлась старейшим изданием для ЛГБТ-сообщества в США. После нью-йоркской газеты Gay City News она является второй в стране по объему выпускаемого тиража. Ее новости распределялись на местном, национальном и международном уровнях. Газета выходила еженедельно по пятницам. К 2010 году выпускалось более 24 тысяч экземпляров.
С 2001 года принадлежала американскому предприятию Window Media. Несмотря на успешную деятельность газеты, 16 ноября 2009 года было объявлено о банкротстве владельца, в связи с чем она прекратила своё существование.
Сотрудники Washington Blade своими силами организовали новую газету DC Agenda. В феврале 2010 года все права на Washington Blade, включая её архивные выпуски и онлайн-архив, были выкуплены издательством Brown Naff Pitts Omnimedia Inc., выпускающим DC Agenda. Вскоре она была вновь переименована в Washington Blade, и 30 апреля 2010 года вышел первый номер уже независимого нового издания.